# Сальвірола
Сальвірола (італ. Salvirola) — муніципалітет в Італії, у регіоні Ломбардія,  провінція Кремона.
Сальвірола розташована на відстані близько 450 км на північний захід від Рима, 50 км на схід від Мілана, 31 км на північний захід від Кремони.
Населення — 1169 осіб (2014).
Покровитель — святий Петро.

## Демографія
Населення за роками:

Станом на 1 січня 2023 року в муніципалітеті офіційно проживало 65 іноземців з 18 країн, серед них 12 громадян країн Євросоюзу та 6 громадян України.

## Сусідні муніципалітети
- Куміньяно-суль-Навільйо
- Фієско
- Іцано
- Романенго
- Тіченго
- Триголо